# Ma guitare
Singles de Johnny Hallyday
Da dou ron ron
(1963) Pour moi la vie va commencer
(1963)
Ma guitare est une chanson de Johnny Hallyday, qui l'interprète dans le film D'où viens-tu Johnny ? (1963). Elle est sortie en single double face A (avec la chanson À plein cœur du même film sur l'autre face) et sur le 33 tours 25 cm D'où viens-tu Johnny ?.

## Développement et composition
La chanson a été écrite par Johnny Hallyday, Jil et Jan et Eddie Vartan.

## Performance commerciale
En France le single était listé comme Ma guitare et n'est pas entré au hit-parade des ventes, tandis qu'en Wallonie (où le titre s'est classé n°1) le single était considéré comme un double face A (Ma guitare et À plein cœur),.

## Liste des pistes
Single 7" / 45 tours Ma guitare / À plein cœur B 373.205 F (1963, France)
A. Ma guitare (1:50)
AA. À plein coeur (2:15)
Single 7" / 45 tours Ma guitare / Quitte-moi doucement Philips JF 328 009 (1963, Pays-Bas)
A. Ma guitare (1:50)
AA. Quitte-moi doucement (2:15)
Single 7" / 45 tours Pour moi la vie va commencer / Ma guitare Philips 328 006 BF (Germany)
A. Pour moi la vie va commencer
AA. Ma guitare

## Classements

### Ma guitare
| Classement (1963–1964)                  | Meilleure position |
| --------------------------------------- | ------------------ |
| Belgique (Flandre Ultratop 50 Singles)  | 18                 |
| Belgique (Wallonie Ultratop 50 Singles) | 1                  |

### À plein coeur
| Classement (1963–1964)                  | Meilleure position |
| --------------------------------------- | ------------------ |
| Belgique (Wallonie Ultratop 50 Singles) | 1                  |